# Coelogyne suaveolens
Coelogyne suaveolens é uma espécie de orquídea (Orchidaceae) do Sudeste Asiático.